# Masacre de Podujevo
 La masacre de Podujevo (en albanés: Masakra e Podujevës, en serbio: Masakr u Podujevu) consistió en el asesinato de 14 civiles albanokosovares, en su mayoría mujeres y niños, cometido en marzo de 1999 por los Escorpiones, una organización paramilitar serbia en conjunto con la Unidad Especial Antiterrorista de Serbia durante la Guerra de Kosovo. Una de las sobrevivientes de esta masacre, Saranda Bogujevci, que tenía 13 años cuando ocurrió, recibió cobertura mediática después de que lograra llevar ante la justicia su caso con la ayuda de varias organizaciones de Serbia, Canadá y el Reino Unido.

## Repercusiones
Goran Stoparić, en el momento de los eventos miembro de la Unidad Antiterrorista (SAJ), presentó pruebas para llevar a los culpables ante la justicia. En una entrevista a la Canadian Broadcasting Corporation, relató que las acciones cometidas por las fuerzas irregulares estaban motivadas por el hecho de que las víctimas fueran albanesas, o simplemente a que no fueran serbias.
La policía serbia detuvo a Saša Cvjetan y Dejan Demirović, ambos miembros de la unidad paramilitar de los Escorpiones, quienes libremente hicieron declaraciones incriminatorias y las firmaron. Demirović se había trasladado a Canadá y solicitó asilo político, pero fue deportado a su país de origen después de una campaña llevada a cabo por organizaciones de derechos humanos.
Demirović y Cvjetan fueron las dos únicas personas acusadas de los asesinatos. Cvjetan fue sentenciado en Serbia a 20 años de prisión.
El 10 de abril de 2007, cuatro miembros de los Escorpiones fueron condenados y condenados a largas penas de prisión por el Tribunal de Crímenes de Guerra de Belgrado. 